# Virgulibracon endoxylaphagus
Virgulibracon endoxylaphagus är en stekelart som beskrevs av Donald L.J. Quicke och Ingram 1993. Virgulibracon endoxylaphagus ingår i släktet Virgulibracon och familjen bracksteklar. Inga underarter finns listade i Catalogue of Life.